# 1841 au Nouveau-Brunswick
Chronologie du Nouveau-Brunswick
- 1837
- 1838
- 1839
- 1840
- 1841
- 1842
- 1843
- 1844
- 1845

Cette page concerne des événements survenus en 1841 dans la colonie du Nouveau-Brunswick.

## Événements
- Fondation des villages Tétagouche-Nord et Dunlop.
- 27 avril : John Harvey succède à William MacBean George Colebrooke comme lieutenant-gouverneur du Nouveau-Brunswick.